# Roland de la Poype
Roland Paulze d'Ivoy de la Poype (28 de julho de 1920 - 23 de outubro de 2012) foi um aviador e ás da aviação francês durante a Segunda Guerra Mundial; foi membro do grupo de combate Normandie-Niemen, que lutou na frente soviética. Ele foi também um pioneiro da indústria de plástico e fundador da Antibes Marineland em 1970.